# Filipijnse blauwstuitpapegaai
De Filipijnse blauwstuitpapegaai (Tanygnathus everetti) is een vogel uit de familie Psittaculidae (papegaaien van de Oude Wereld). De vogel werd in 1877 door Arthur Hay (Marquis of Tweeddale) beschreven en vernoemd naar de ontdekker, de Britse koloniaal ambtenaar en natuuronderzoeker Alfred Hart Everett. Het is een bedreigde, endemische vogelsoort op de Filipijnen.

## Kenmerken
De vogel is gemiddeld 32 cm lang en overwegend groen gekleurd met een blauwe stuit. Opvallend is de grote, rode snavel.

## Verspreiding en leefgebied
Deze soort komt voor op diverse eilanden van de Filipijnen en telt vier ondersoorten:
- T. e. duponti: Luzon.
- T. e. freeri: Polillo.
- T. e. everetti: Visayas en Mindanao.
- T. e. burbidgii: Sulu-eilanden.

## Status
De Filipijnse blauwstuitpapegaai heeft een beperkt verspreidingsgebied en daardoor is de kans op uitsterven aanwezig. De grootte van de populatie werd in 2020 door BirdLife International geschat op 250-1000 volwassen individuen. De populatie-aantallen nemen af door vangsten voor de kooivogelhandel en door habitatverlies. Om deze redenen staat deze soort als bedreigd op de Rode Lijst van de IUCN.